# Vitis wilsoniae
Vitis wilsoniae là một loài thực vật hai lá mầm trong họ Nho. Loài này được H.J. Veitch miêu tả khoa học đầu tiên năm 1909.